# 한일의정서
한일의정서(韓日議定書)는 러시아 제국과의 전쟁을 일으킨 일본 제국이 중립을 주장하는 대한제국을 세력권에 넣기 위해 1904년 1월 대한제국 황성을 공격하여 황궁을 점령한 뒤 같은 해 2월 23일 강제로 체결한 조약이다. 일본이 한국을 협박하여 이지용과 하야시 곤스케 명의로 공수동맹을 전제로 6개의 조항으로 한일의정서가 만들어졌다.

## 배경
러일전쟁 때 일본은 청일전쟁 때보다 길어진 병참선 문제로 애로를 겪고 있었고, 그와 함께 대한제국의 친러적 중립선언을 곱지 않게 여겼다. 그에 따라 중립국 대한제국의 수도 한성을 공격하여 황성을 점령하고 한국을 일본의 군사기지로 제공하는 조약을 강요한다. 이에 고종과 대신들이 완강히 저항하게 된다.
일본 정부는 한국에서 올라온 1904년 1월 16일 자 제46호 외교문서에서 이근택 일파가 반대하며 이용익이 주저하고 있어서 애로가 많다는 보고를 받게 된다. 그에 따라 이용익을 납치하고, 이지용에게는 1만 엔을 주어 매수하였으며, 이근택은 주한 일본 공사가 협박하여 태도를 바꾸게 하였다(제55호 외교문서). 그에 따라 이지용·이근택·민영철이 고종에게 밀약(한일의정서)을 속히 체결해야 한다고 올린다(제83호 외교문서).

## 조약 전문
1. 제1조 한·일 양제국은 항구불역(恒久不易)할 친교를 보지(保持)하고 동양의 평화를 확립하기 위하여 대한제국정부는 대일본제국정부를 확신하고 시정(施政)의 개선에 관하여 그 충고를 들을 것.
2. 제2조 대일본제국정부는 대한제국의 황실을 확실한 친의(親誼)로써 안전·강녕(康寧)하게 할 것.
3. 제3조 대일본제국정부는 대한제국의 독립과 영토보전을 확실히 보증할 것.
4. 제4조 제3국의 침해나 혹은 내란으로 인하여 대한제국의 황실안녕과 영토보전에 위험이 있을 경우에는 대일본제국정부는 속히 임기응변의 필요한 조치를 행할 것이며, 그리고 대한제국정부는 대일본제국정부의 행동이 용이하도록 충분히 편의를 제공할 것. 대일본제국정부는 전항(前項)의 목적을 성취하기 위하여 군략상 필요한 지점을 임기수용할 수 있을 것.
5. 제5조 대한제국정부와 대일본제국정부는 상호의 승인을 경유하지 아니하고 후래(後來)에 본협정의 취지에 위반할 협약은 제3국간에 정립(訂立)할 수 없을 것.
6. 제6조 본협약에 관련되는 미비한 세조(細條)는 대한제국외부대신과 대일본제국대표자 사이에 임기협정할 것.

## 대한민국과 일본국의 무효 재확인
대한민국과 일본국은 1965년 한일기본조약에서 한일의정서를 포함하여 대한제국과 옛 일본제국 간에 체결된 모든 조약 및 협정이 이미 무효임을 한 번 더 확인하였다.

## 같이 보기
- 러일 전쟁
- 고문정치(顧問政治)
- 대한시설강령